# Wahlen zum Senat der Vereinigten Staaten 1860 und 1861
Die Wahlen zum Senat der Vereinigten Staaten 1860 und 1861 zum 37. Kongress der Vereinigten Staaten fanden zu verschiedenen Zeitpunkten statt. Die Wahlen fanden parallel zur Präsidentschaftswahl 1860 statt, in der Abraham Lincoln zum ersten Mal gewählt wurde. Vor der Verabschiedung des 17. Zusatzartikels wurden die Senatoren nicht direkt gewählt, sondern von den Parlamenten der Bundesstaaten bestimmt.
Zur Wahl standen 17 der 22 Senatssitze der Klasse III, deren Inhaber 1854 und 1855 für eine Amtszeit von sechs Jahren gewählt worden oder später nachgerückt waren. Kurz vor und während des Sezessionskriegs traten die Senatoren der Staaten der Konföderation zurück oder wurden ausgeschlossen. Die Sitze von Alabama, Florida, Georgia, Louisiana und South Carolina blieben daher vakant. Zusätzlich fanden für drei Sitze der anderen beiden Klassen Nachwahlen statt, bei denen die Republikaner einen vakanten Sitz gewinnen konnten.
Von den 22 regulär zur Wahl stehenden Sitzen waren 14 von Demokraten, sieben von Republikanern und einer von einem Vertreter der American Party, die meist als Know-Nothing Party bekannt ist, besetzt. Sieben Amtsinhaber wurden wiedergewählt (2 D, 5 R), drei Sitze konnten die Demokraten halten, zwei die Republikaner. Die Republikaner gewannen drei Sitze der Demokraten, diese gewannen den Sitz der Know-Nothings. Noch vor der ersten regulären Tagungsperiode des Kongresses wurden im neuen Bundesstaat Kansas zwei Republikaner in den Senat gewählt, bei Nachwahlen gewannen Demokraten und Republikaner jeweils einen weiteren Sitz. Der letzte Senator der Know-Nothings trat zu den Unionisten über, die verbleibenden Senatoren der Südstaaten wurden ausgeschlossen. Am Ende des 36. Kongresses saßen 25 Republikaner, 24 Demokraten und zwei Know-Nothings im Senat, das verschob sich bis zur ersten regulären Tagungsperiode des 37. Kongresses auf 31 Republikaner, 18 Demokraten und einen Unionisten. Durch Nachwahlen konnten die Unionisten bis Ende 1861 drei weitere Sitze hinzugewinnen, während die Demokraten drei verloren.
Zu Veränderungen nach der Wahl siehe auch Liste der Mitglieder des Senats im 37. Kongress der Vereinigten Staaten.

## Ergebnisse

### Wahlen während des 36. Kongresses
Die Gewinner dieser Wahlen wurden vor dem 4. März 1861 in den Senat aufgenommen, also während des 34. Kongresses.
| Staat       | Amtierender Senator    | Partei       | Nachwahl  | Datum         | Ergebnis                   | Neuer Senator   |
| ----------- | ---------------------- | ------------ | --------- | ------------- | -------------------------- | --------------- |
| Kalifornien | Henry P. Haun, ernannt | Demokrat     | Klasse I  | 5. März 1860  | von Demokraten gehalten    | Milton Latham   |
| Maine       | Hannibal Hamlin        | Republikaner | Klasse I  | 17. Jan. 1861 | von Republikanern gehalten | Lot M. Morrill  |
| Oregon      | vakant                 | vakant       | Klasse II | 2. Okt. 1860  | Zugewinn Republikaner      | Edward D. Baker |

- ernannt: Senator wurde vom Gouverneur als Ersatz für einen ausgeschiedenen Senator ernannt, Nachwahl nötig.

### Wahlen zum 37. Kongress
Die Gewinner dieser Wahlen wurden am 4. März 1861 in den Senat aufgenommen, also bei Zusammentritt des 37. Kongresses. Alle Sitze dieser Senatoren gehören zur Klasse III. In Kentucky hatte die Wahl bereits vorzeitig 1859 stattgefunden und ist hier der Vollständigkeit halber aufgeführt.
| Staat          | Amtierender Senator  | Partei       | Datum          | Ergebnis                   | Neuer Senator        |
| -------------- | -------------------- | ------------ | -------------- | -------------------------- | -------------------- |
| Alabama        | Benjamin Fitzpatrick | Demokrat     | keine Wahl     | Verlust Demokraten         | vakant               |
| Arkansas       | Robert W. Johnson    | Demokrat     | 1860 oder 1861 | von Demokraten gehalten    | Charles B. Mitchel   |
| Connecticut    | Lafayette S. Foster  | Republikaner | 1860           | wiedergewählt              | Lafayette S. Foster  |
| Florida        | David Levy Yulee     | Demokrat     | keine Wahl     | Verlust Demokraten         | vakant               |
| Georgia        | Alfred Iverson       | Demokrat     | keine Wahl     | Verlust Demokraten         | vakant               |
| Illinois       | Lyman Trumbull       | Republikaner | 9. Jan. 1861   | wiedergewählt              | Lyman Trumbull       |
| Indiana        | Graham N. Fitch      | Demokrat     | 1860           | Zugewinn Republikaner      | Henry S. Lane        |
| Iowa           | James Harlan         | Republikaner | 1860           | wiedergewählt              | James Harlan         |
| Kalifornien    | William M. Gwin      | Demokrat     | 1860           | von Demokraten gehalten    | James A. McDougall   |
| Kansas         | vakant               | vakant       | keine Wahl     | vakant                     | vakant               |
| Kentucky       | John J. Crittenden   | Know Nothing | 12. Dez. 1859  | Zugewinn Demokraten        | John C. Breckinridge |
| Louisiana      | John Slidell         | Demokrat     | keine Wahl     | Verlust Demokraten         | vakant               |
| Maryland       | James Pearce         | Demokrat     | 1861           | wiedergewählt              | James Pearce         |
| Missouri       | James S. Green       | Demokrat     | keine Wahl     | Verlust Demokraten         | vakant               |
| New Hampshire  | Daniel Clark         | Republikaner | 1861           | wiedergewählt              | Daniel Clark         |
| New York       | William H. Seward    | Republikaner | 5. Feb. 1861   | von Republikanern gehalten | Ira Harris           |
| North Carolina | Thomas L. Clingman   | Demokrat     | 1861           | wiedergewählt              | Thomas L. Clingman   |
| Ohio           | George E. Pugh       | Demokrat     | 1860           | Zugewinn Republikaner      | Salmon P. Chase      |
| Oregon         | Joseph Lane          | Demokrat     | 1860 oder 1861 | von Demokraten gehalten    | James W. Nesmith     |
| Pennsylvania   | William Bigler       | Demokrat     | 8. Jan. 1861   | Zugewinn Republikaner      | Edgar Cowan          |
| South Carolina | James H. Hammond     | Demokrat     | keine Wahl     | Verlust Demokraten         | vakant               |
| Vermont        | Jacob Collamer       | Republikaner | 1861           | wiedergewählt              | Jacob Collamer       |
| Wisconsin      | Charles Durkee       | Republikaner | 1861           | von Republikanern gehalten | Timothy O. Howe      |

- wiedergewählt: ein gewählter Amtsinhaber wurde wiedergewählt.

### Wahlen während des 37. Kongresses
Die Gewinner dieser Wahlen wurden nach dem 4. März 1861 in den Senat aufgenommen, also während des 35. Kongresses.
| Staat        | Amtierender Senator  | Partei       | Nachwahl   | Datum         | Ergebnis                   | Neuer Senator     |
| ------------ | -------------------- | ------------ | ---------- | ------------- | -------------------------- | ----------------- |
| Kansas       | neuer Staat          | neuer Staat  | Klasse II  | 4. Apr. 1861  | Zugewinn Republikaner      | James H. Lane     |
| Kansas       | neuer Staat          | neuer Staat  | Klasse III | 4. Apr. 1861  | Zugewinn Republikaner      | Samuel C. Pomeroy |
| Kentucky     | John C. Breckinridge | Demokrat     | Klasse III | 10. Dez. 1861 | Zugewinn Unionist          | Garrett Davis     |
| Missouri     | vakant               | vakant       | Klasse III | 17. März 1861 | Zugewinn Demokraten        | Waldo P. Johnson  |
| Ohio         | Salmon P. Chase      | Republikaner | Klasse III | 21. März 1861 | von Republikanern gehalten | John Sherman      |
| Pennsylvania | vakant               | vakant       | Klasse I   | 14. März 1861 | Zugewinn Republikaner      | David Wilmot      |
| Virginia     | James M. Mason       | Demokrat     | Klasse I   | 13. Juli 1861 | Zugewinn Unionist          | Waitman T. Willey |
| Virginia     | Robert M. T. Hunter  | Demokrat     | Klasse II  | 13. Juli 1861 | Zugewinn Unionist          | John S. Carlile   |

## Einzelstaaten
In allen Staaten wurden die Senatoren durch die Parlamente gewählt, wie durch die Verfassung der Vereinigten Staaten vor der Verabschiedung des 17. Zusatzartikels vorgesehen. Das Wahlverfahren bestimmten die Staaten selbst, es war daher von Staat zu Staat unterschiedlich. Teilweise ergibt sich aus den Quellen nur, wer gewählt wurde, aber nicht wie.
Das Third Party System der Parteien in den Vereinigten Staaten bestand aus der Demokratischen Partei, die hauptsächlich in den Südstaaten stark war, sowie der gemäßigt abolitionistischen, im Norden verankerten Republikanischen Partei. Zeitweise konnten auch die American Party, die meist als Know-Nothing Party bekannt ist, sowie die Unionist Party Senatoren stellen.